# Fly World Tour
Il Fly World Tour è l'undicesima tournée del cantante Zucchero Fornaciari, collegata all'album Fly del 2006.

## Il tour
La tournée è iniziata il 1º maggio 2007 a Parigi e terminata l'8 dicembre 2007 a Padova. Nel periodo che è andato da fine settembre a inizio novembre 2007 il tour è stato svolto nel continente americano, mentre nei rimanenti periodi è stato toccato il continente europeo, Italia compresa. La tournée e le due successive, All the Best World Tour e Live in Italy Tour, hanno rappresentato un unico tour di circa un anno e mezzo, e di oltre duecento concerti. La tournée ha avuto moltissimi sold out.

## Le tappe
Il concerto del 23 settembre 2007 del Fly World Tour presso l'Arena di Verona, così come quello del 14 giugno 2008 del tour successivo, presso lo Stadio Giuseppe Meazza di San Siro a Milano, è stato registrato e incluso nell'album Live in Italy.
Alcune delle date sono state aperte da Irene Fornaciari.
Le tappe sono state le seguenti:
Aprile 2007
- 30 aprile:  Italia, Morbegno - Polo Fieristico Provinciale (data 0)

Maggio 2007
- 3 maggio:  Francia, Parigi - Olympia (SOLD OUT)[5]
- 4 maggio:  Francia, Parigi - Olympia (SOLD OUT)[5]
- 6 maggio:  Lussemburgo, Dudelange - Palazzo, Acierie (100th Anniversary of the City of Dudelange)
- 7 maggio:  Germania, Düsseldorf - Philipshalle
- 9 maggio:  Germania, Berlino, Tempodrom (SOLD OUT)[6]
- 11 maggio:  Slovacchia, Bratislava - Sibamac Arena
- 12 maggio:  Slovenia, Lubiana - Tivoli Hall
- 13 maggio:  Austria, Dornbirn - Messehalle
- 15 maggio:  Svizzera, Zurigo - Hallenstadion
- 16 maggio:  Svizzera, Zurigo - Hallenstadion
- 17 maggio:  Germania, Stoccarda - Lierderhalle
- 19 maggio:  Austria, Salisburgo - Salzburgarena
- 20 maggio:  Austria, Vienna - Wiener Stadthalle
- 22 maggio:  Germania, Francoforte sul Meno - Jahrhunderthalle
- 23 maggio:  Belgio, Bruxelles - Forest National
- 25 maggio:  Germania, Monaco di Baviera - Olympiahalle
- 27 maggio:  Paesi Bassi, Amsterdam - Heineken Music Hall
- 28 maggio:  Paesi Bassi, Amsterdam - Heineken Music Hall
- 30 maggio:  Germania, Amburgo - Musikhalle

Giugno 2007
- 1º giugno:  Francia, Metz - Galaxie
- 2 giugno:  Svizzera, Ginevra - Geneva Arena
- 4 giugno:  Austria, Graz - Stadthalle Graz
- 5 giugno:  Croazia, Zara - Square
- 7 giugno:  Italia, Milano - Arena Civica
- 8 giugno:  Italia, Milano - Arena Civica
- 9 giugno:  Italia, Milano - Arena Civica
- 13 giugno:  Albania, Tirana - Stadio Qemal Stafa
- 16 giugno:  Italia, Alghero - Anfiteatro Maria Pia
- 17 giugno:  Italia, Cagliari - Anfiteatro romano
- 18 giugno:  Italia, Cagliari - Anfiteatro romano
- 22 giugno:  Austria, Vienna - Donauinselfest
- 23 giugno:  Austria, Klam - Burg Clam Festival
- 24 giugno:  Austria, Kufstein - Fortezza di Kufstein
- 27 giugno:  Portogallo, Estoril - Casino Estoril
- 28 giugno:  Spagna, Leon
- 30 giugno:  Spagna, Lorca - Fortaleza del Sol

Luglio 2007
- 3 luglio:  Spagna, Valencia - Copa Americas Port
- 4 luglio:  Spagna, Madrid - Conde Duque
- 6 luglio:  Spagna, Alicante - Plaza de Toros
- 8 luglio:  Svizzera, Ginevra - Parc Des Eau Vives
- 9 luglio:  Svizzera, Locarno - Moon and Stars
- 11 luglio:  Italia, Taormina - Teatro antico
- 13 luglio:  Italia, Agrigento - Teatro della Valle
- 14 luglio:  Italia, Agrigento - Teatro della Valle
- 17 luglio:  Grecia, Salonicco - Theatre open air
- 19 luglio:  Grecia, Atene - Theatre open air
- 20 luglio:  Turchia, Istanbul - Parkorman (Private Forest)
- 22 luglio:  Malta, La Valletta - Grand Harbour City Square
- 23 luglio:  Francia, Salon-de-Provence - Château de l'Empéri
- 24 luglio:  Francia, Patrimonio - Théâtre de Verdure
- 26 luglio:  Francia, Deauville - Centre international de Deauville
- 27 luglio:  Svizzera, Nyon - Paléo Festival Nyon
- 28 luglio:  Francia, Cognac - Festival Blues Passions
- 29 luglio:  Francia, Carcassonne - Théâtre Jean-Deschamps
- 31 luglio:  Austria, Klagenfurt am Wörthersee - Wörtherseebühne

Agosto 2007
- 1º agosto:  Croazia, Pola - Arena di Pola
- 2 agosto:  Austria, Klagenfurt - Wortherseebuhne
- 3 agosto:  Monaco, Monte Carlo - Sporting Monte-Carlo
- 4 agosto:  Monaco, Monte Carlo - Sporting Monte-Carlo
- 7 agosto:  Polonia, Varsavia - Sowinskiego Park
- 8 agosto:  Lituania, Vilnius - Upa Hall
- 10 agosto:  Danimarca, Copenaghen - Amager Bio
- 11 agosto:  Danimarca, Skanderborg - Skanderborg festival
- 12 agosto:  Italia, Porto Cervo - Cala di Volpe

Settembre 2007
- 12 settembre:  Ucraina, Kiev - Sports Hall
- 14 settembre:  Rep. Ceca, Praga - Kongress Hall
- 15 settembre:  Austria, Sankt Pölten - VAZ
- 16 settembre:  Slovenia, Capodistria - Arena Bonifika
- 18 settembre:  Germania, Mannheim - Capitol
- 19 settembre:  Germania, Ravensburg - Oberschwabenhalle
- 21 settembre:  Italia, Verona - Arena
- 22 settembre:  Italia, Verona - Arena
- 23 settembre:  Italia, Verona - Arena (concerto registrato e inserito in Live in Italy)
- 27 settembre:  Stati Uniti, Boston, MA - Somerville Theatre (SOLD OUT)[6]
- 28 settembre:  Stati Uniti, New York, NY - Carnegie Hall (SOLD OUT)[6]
- 29 settembre:  Canada, Ottawa, ON - Casino du Lac-Leamy
- 30 settembre:  Stati Uniti, Detroit, MI - Music Hall Center for the Performing Arts (SOLD OUT)[6]

Ottobre 2007
- 3 ottobre:  Canada, St. Catharines, ON - Centre for the Arts
- 4 ottobre:  Canada, Toronto, ON - Massey Hall
- 6 ottobre:  Canada, Montréal - Monument-National
- 7 ottobre:  Stati Uniti, Glenside, PA - Keswick Theatre
- 10 ottobre:  Stati Uniti, St. Charles, IL - Arcada Theater
- 14 ottobre:  Stati Uniti, Fremont, CA - The Saddle Rack
- 15 ottobre:  Stati Uniti, Los Angeles, CA - House of Blues (ospite Solomon Burke)
- 16 ottobre:  Stati Uniti, San Diego, CA - House of Blues
- 17 ottobre:  Stati Uniti Anaheim, CA - City National Grove
- 19 ottobre:  Messico, Città del Messico - Hard Rock Live
- 21 ottobre:  Costa Rica, San José - Teatro Popular Melico Salazar
- 22 ottobre:  Costa Rica, San José - Teatro Popular Melico Salazar
- 25 ottobre:  Venezuela, Caracas - Aula Magna (Universidad Central de Venezuela)
- 27 ottobre:  Brasile, Porto Alegre - Teatro do Bourbon Country
- 29 ottobre:  Cile, Santiago del Cile - Teatro Caupolicán
- 30 ottobre:  Argentina, Córdoba - Orfeo Superdomo
- 31 ottobre:  Argentina, Buenos Aires - Teatro Gran Rex

Novembre 2007
- 2 novembre:  Uruguay, Punta del Este - Hotel Conrad
- 3 novembre:  Brasile, San Paolo - Via Funchal
- 4 novembre:  Brasile, Rio de Janeiro - Vivo Rio
- 10 novembre:  Francia, Marsiglia - Le Dôme
- 13 novembre:  Italia, Roma - PalaLottomatica
- 14 novembre:  Italia, Roma - PalaLottomatica
- 16 novembre:  Italia, Caserta - PalaMaggiò
- 17 novembre:  Italia, Conversano - Pala San Giacomo
- 20 novembre:  Italia, Firenze - Nelson Mandela Forum
- 23 novembre:  Italia, Torino - Mazda Palace
- 24 novembre:  Francia, Nizza - Palais Nikaia
- 26 novembre:  Italia, Genova - Vaillant Palace
- 27 novembre:  Italia, Mantova - PalaBam
- 29 novembre:  Italia, Perugia - PalaEvangelisti
- 30 novembre:  Italia, Ancona - PalaRossini

Dicembre 2007
- 1º dicembre:  Italia, Bologna - PalaMalaguti
- 4 dicembre:  Italia, Bolzano - Palaonda
- 5 dicembre:  Italia, Trieste - PalaTrieste
- 7 dicembre:  Italia, Treviso - PalaVerde
- 8 dicembre:  Italia, Padova - PalaNet

## La scaletta
1. Dune mosse
2. Occhi
3. Quanti anni ho
4. Bacco perbacco
5. Pronto
6. Un kilo
7. Cuba libre
8. L'Amore è nell'Aria
9. Il volo
10. Diamante
11. Così celeste
12. Baila (Sexy thing)
13. Overdose d'amore
14. Il mare impetuoso al tramonto salì sulla Luna e dietro una tendina di stelle...
15. It's all right (La promessa)
16. Indaco dagli occhi del cielo
17. Nel così blu
18. È delicato
19. A Wonderful World
20. Con le mani
21. Solo una sana e consapevole libidine salva il giovane dallo stress e dall'azione cattolica
22. Diavolo in me
23. Hey Man
24. Miserere (duetto virtuale con Luciano Pavarotti)
25. Per colpa di chi
26. You are so beautiful